# M66 (天体)
座標:  11h 20m 15.026s, +12° 59′ 28.64″
M66（NGC 3627）は、しし座にある棒渦巻銀河である。

## 概要

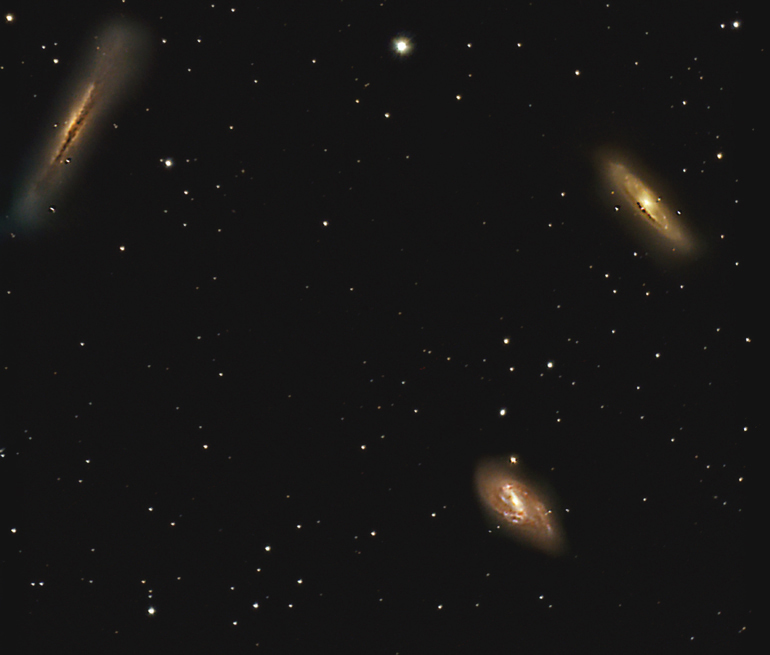
しし座の三つ子銀河。右下がM66。

M65やNGC 3628と非常に接近して見え「しし座の三つ子銀河 (Leo Triplett)」とも呼ばれている。3つの銀河はいずれもしし座銀河群に属している。M66は一般的な渦巻銀河と異なりいびつな形をしている。2本の腕は非対称な形に変形し、銀河の核も銀河全体の中心から外れた位置にある。これは他の2つの「三つ子」のメンバーから重力による影響を受けたものだと考えられている。
双眼鏡でぎりぎり存在だけを確認することができる。口径10cmの望遠鏡ではいびつな楕円形に見える。3つの銀河を確認することができるが、空の条件が悪くなるとNGC 3628は見えなくなる。口径20cmの望遠鏡では3つの銀河は誰にでもはっきりと確認することができる。口径30cmでは銀河の腕の構造がはっきりと確認することができ、見事な眺めになる。

## 観測史
1780年3月1日にM65と同時にシャルル・メシエによって発見された。メシエは「たいへん微かでM65に極めて近い。二つとも同じ視野に見える。1773年11月1日から2日にかけてこの間を通った彗星の光のためにこれらを見逃したに違いない」としている。ウィリアム・ヘンリー・スミスは「明るい核のある星雲で北西から南東方向に伸びている。M65に先行する」とした。ロベールは「はっきりした星状の核を持つ渦状。極の方は変動があり、そこで星のような12個の星雲状の凝縮した箇所がある」とした。クラークは「入り組んだ包みが並び、その一部はちょうど近日点に近いまるい彗星の頭から飛び出した放射線状のベールにやや似た核でとりかこまれている」とした。
M66では、SN 1973R、SN 1989B、SN 1997bs、SN 2009hd の4つの超新星が観測されている。

## ギャラリー

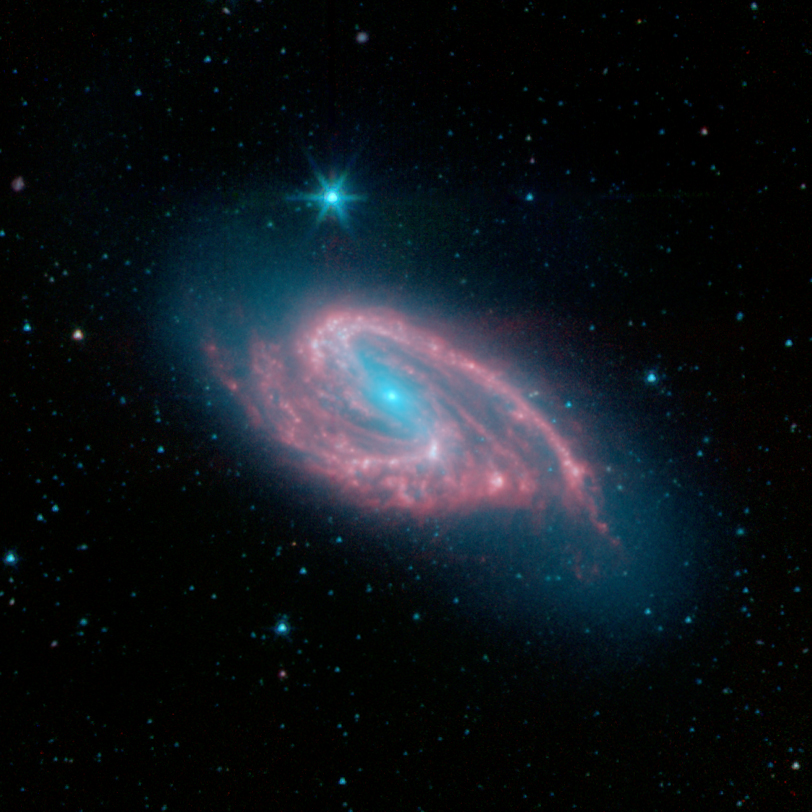
棒渦巻銀河 M66